# Ley (Moselle)

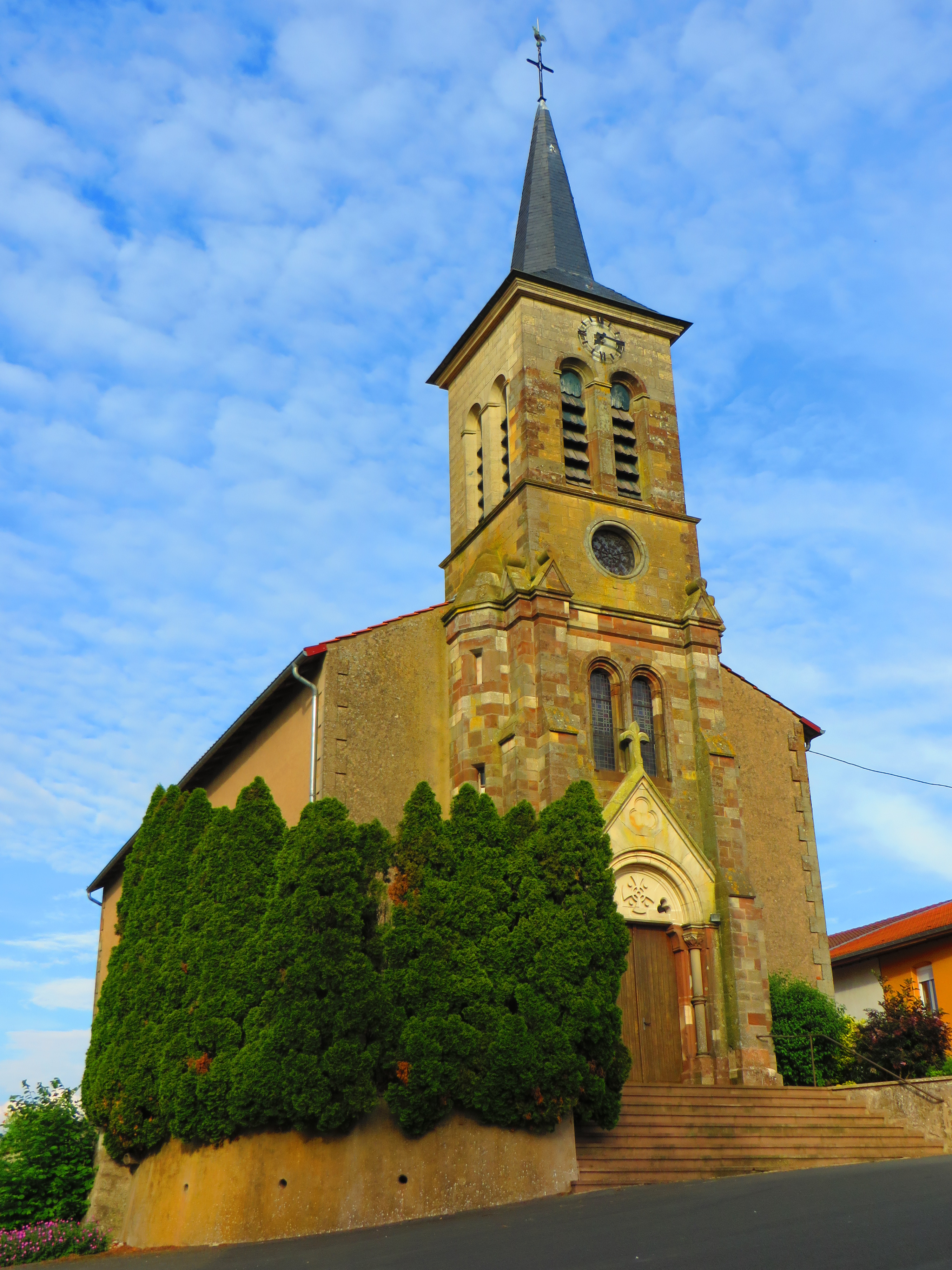
Kirche St Martin

Ley ist eine französische Gemeinde mit 107 Einwohnern (Stand 1. Januar 2022) im Département Moselle in der Region Grand Est (bis 2015 Lothringen). Sie gehört zum Arrondissement Sarrebourg-Château-Salins.

## Geographie
Die Gemeinde Ley liegt in Lothringen, etwa 60 Kilometer südöstlich von Metz, 18 Kilometer südöstlich vom Château-Salins  und etwa 10½ Kilometer südöstlich von Vic-sur-Seille (Vic an der Seille) im Saulnois (Salzgau) auf halbem Weg zwischen Nancy und Sarrebourg (Saarburg), am Salinenbach (Ruisseau des Salines), auf einer Höhe zwischen 202 und 264 m über dem Meeresspiegel. Das Gemeindegebiet umfasst 6,12 km². Ganz im Norden verläuft das Flüsschen Nard, das zum Canal de Flottage des Salines ausgebaut wurde.

## Geschichte
Im Mittelalter hieß das Dorf auf Deutsch Laar. Im Jahr 1178 erhielt die Abtei Neuweiler im Elsass hier Rechte, die sie 1436 an den Bischof von Metz auf Lebenszeit abtrat, dann aber 1461 zusammen mit ihren Rechten am drei Kilometer nordöstlich gelegenen Nachbardorf Donnelay an Johann von Finstingen verkaufte. Dieser und dessen Frau, Beatrix von Ogévillers, gaben 1474 den Zehnten von Ley der von ihnen gegründeten Kollegiatkirche Sankt Peter in Finstingen.
Durch den Frankfurter Frieden vom 10. Mai 1871 kam die Region an das deutsche Reichsland Elsaß-Lothringen, und das Dorf wurde dem Kreis Château-Salins im Bezirk Lothringen zugeordnet. Die Dorfbewohner betrieben Getreide-, Obst- und Futterpflanzenbau; beim Ort gab es eine Saline und ein Salzsteueramt.
Nach dem Ersten Weltkrieg musste die Region aufgrund der Bestimmungen des Versailler Vertrags 1919 an Frankreich abgetreten werden. Im Zweiten Weltkrieg war die Region von der deutschen Wehrmacht besetzt.
Das Dorf trug 1940–1944 den eingedeutschten Namen Leyen.

## Einwohnerentwicklung
| Jahr      | 1962 | 1968 | 1975 | 1982 | 1990 | 1999 | 2007 | 2019 |
| Einwohner | 119  | 107  | 104  | 104  | 104  | 106  | 109  | 102  |

## Wappen
Das Gemeindewappen erinnert an die Abhängigkeiten des Dorfs Ley vor der Französischen Revolution: die Abtei Neuweiler (Schlüssel) und das Hochstift Metz (Wolke, Arm und Schwert).

## Sehenswürdigkeiten
- Kirche St. Martin